# David Dusa
David Dusa est un réalisateur hongro-suédois, né le 17 mai 1979 à Budapest (Hongrie)

## Biographie
Né en Hongrie, David Dusa grandit entre une petite ville de Suède et les mégalopoles d’Afrique du Sud. Après avoir travaillé dans des usines de poissons dans le Nord de la Norvège, il s'installe en France en 2001.

En 2004, il termine ses études au CLCF à Paris, et voyage pendant six mois en Asie. Il travaille pour le cinéaste américain Peter Friedman et créé avec lui la société de production REALISE. 

Entre 2006 et 2009, David Dusa réalise six courts-métrages primés dans les festivals du monde entier (Prix UIP Festival international du film de Rotterdam, Prix Onda Curta Vila Do Conde, Festival International du court-métrage de Clermont Ferrand...). En 2008-2009, il assiste Andrew Kötting pour la réalisation du long-métrage Ivul puis en réalise le montage image (Sélection Officielle, Festival international du film de Locarno).

En Juin 2009, à la suite des violents événements qui se tiennent en Iran, David Dusa décide d’écrire Fleurs du mal, une histoire d’amour tragique du XXIe siècle, nourrie par les contestations en Iran et leur intime et inédite médiatisation sur internet. Le film a sa Première au Festival de Cannes 2010 (sélection ACID) et reçoit le Prix 10 European Directors to Watch de la revue américaine Variety et de la European Film Promotion. Fleurs du mal sort en France le 8 février 2012.

Depuis David Dusa prépare deux longs-métrages de fiction : Cacheux Malor et The Netocracy. Il développe par ailleurs une série télévisée, Paradise Institute, en collaboration avec Mike Sens, et travaille comme dramaturge auprès du chorégraphe belge Wim Vandekeybus pour la création de son prochain spectacle Radical Wrong. Il a également coécrit avec lui le scénario de long-métrage Galloping Mind, en cours de production.

## Filmographie

### Longs métrages
- 2011 : Fleurs du mal[1],[2],[3],[4]

### Courts métrages
- 2009 : Emeutes des Emotions
- 2009 : Rushes Instables, coréalisé avec Mike Sens
- 2009 : Wild Beast
- 2008 : Distances
- 2007 : Amin
- 2006 : Machine

## Récompenses et distinctions
| Récompenses                                                | Festivals                                           | Films         |
| ---------------------------------------------------------- | --------------------------------------------------- | ------------- |
| Prix 10 European Directors to Watch                        | Variety Selection & European Film Promotion         | Fleurs du mal |
| Prix Découverte Meilleur 1er Film                          | Festival International du Film Francophone de Namur | Fleurs du mal |
| Prix Junior du Meilleur Long-Métrage                       | Festival International du Film Francophone de Namur | Fleurs du mal |
| Prix Passeurs d’Images KYRNÉA International                | Festival Ciné Junior                                | Fleurs du mal |
| Prix du Jeune Public                                       | Festival Ciné Junior                                | Fleurs du mal |
| Prix du Public                                             | Festival Ciné Junior                                | Fleurs du mal |
| Prix des classes de collèges et lycées                     | Festival Ciné Junior                                | Fleurs du mal |
| Mavericks Jury Award – Prix du Meilleur 1er Film           | Festival International du film de Calgary           | Fleurs du mal |
| Prix Meilleure Interprétation Masculine pour Rachid Youcef | Festival La Normandie et le Monde                   | Fleurs du mal |
| Prix du Meilleur Scénario                                  | Blue Whiskey Independent Film Festival              | Fleurs du mal |
| Prix du Meilleur Montage                                   | Blue Whiskey Independent Film Festival              | Fleurs du mal |
| PRIX UIP                                                   | Festival international du film de Rotterdam         | Amin          |
| Nommé pour Meilleur Court-Métrage Européen                 | European Film Awards                                | Amin          |
| Prix Onda-Curta                                            | Festival de Court Métrage de Vila do Conde          | Amin          |
| Nomination pour la Meilleure Image                         | Deutscher Kamerapreis                               | Amin          |
| Grand Prix du Jury                                         | Maremetraggio Film Festival                         | Amin          |
| Crystal Simorgh Prize                                      | Festival du film de Fajr                            | Amin          |
| Grand Prix du Jury                                         | Festival international du film de Rio de Janeiro    | Amin          |
| Mention du Jury Aprila                                     | Festival International de Milan                     | Amin          |